# An cư
An cư kết hạ hoặc An cư kiết hạ (tiếng Trung: 結夏安居, tiếng Pali: vassa-, tiếng Phạn: varṣa- "mưa") là khóa tu ba tháng hàng năm được tu sĩ Phật giáo thực hiện, thường diễn ra trong mùa mưa, còn gọi là an cư mùa mưa (雨安居, Hán Việt: vũ an cư, còn gọi là hạ an cư, vũ an cư, tọa hạ, hạ tọa, kết hạ, tọa lạp, nhất hạ cửu tuần, cửu tuần cấm túc, kết chế an cư, kết chế ). Truyền thống an cư có từ thời Phật Thích Ca còn tại thế. An cư là ở yên một chỗ. Kết hạ hay kiết hạ có nghĩa là kết giới lại, ở trong phạm vi giới đàn đó. An cư kiết hạ có nghĩa là trong thời gian này, chư Tăng sẽ không đi du hóa, khất thực mà quy tụ về một nơi.  Đó là một phong tục lâu đời đối với những người khổ hạnh ở Ấn Độ không đi giáo hóa trong mùa mưa vì họ có thể vô tình làm hại cây trồng, côn trùng hoặc thậm chí chính họ trong các chuyến đi của họ.
Diễn ra trong mùa mưa, vassa kéo dài trong ba tháng âm lịch, thường là từ tháng 7 (tháng Waso, ဝါဆို) theo lịch Miến Điện) đến tháng 10 (tháng Thadingyut သီတင်းကျွတ်). Trong Phật giáo Trung Quốc và Phật giáo Việt Nam, do các mùa mưa khác với Ấn Độ, mùa an cư đã được thay đổi từ ngày 15 tháng 4 đến ngày 15 tháng 7 âm lịch. Trong Thiền tông, còn có an cư mùa đông (冬安居, Đông an cư) từ ngày 15 tháng 10 âm lịch đến ngày 15 tháng 1 năm sau, còn được gọi là "tọa lạp". Ở các địa phương Tây Vực, người ta tiến hành an cư mùa đông từ ngày 16 tháng 12 cho đến ngày 15 tháng 3.
Khi bắt đầu mùa an cư kiết hạ, gọi là nhập hạ, khi kết thúc là giải hạ hoặc mãn hạ, để kết thúc mùa an cư kiết hạ, chư Tăng làm lễ Tự tứ (tiếng Phạn: Pravāraṇā)
Trong suốt thời gian an cư, các tu sĩ tụ tập ở một nơi, điển hình là một tu viện hoặc sân chùa. Trong một số tu viện, các nhà sư dành thời gian để thiền định chuyên sâu. Một số tín đồ Phật giáo chọn thực hành an cư bằng cách áp dụng các thực hành khổ hạnh hơn, chẳng hạn như từ bỏ thịt, rượu hoặc hút thuốc và tham gia các khóa tu học. Mùa an cư kiết hạ đôi khi được dịch sang tiếng Anh thành Buddhist Lent (nghĩa đen là Mùa chay Phật giáo), nhưng nhiều người phản đối thuật ngữ này. Thông thường, số năm mà một tu sĩ đã trải qua trong đời tu được thể hiện bằng cách đếm số lượng mùa an cư kiết hạ kể từ khi xuất gia, gọi là tuổi hạ hoặc hạ lạp.
Trong Báo Ân Luận (報恩論, Xuzangjing Vol. 62, No. 1205) quyển Thượng có đề cập rằng: 
"Phàm xuất gia nhị chúng, Đông Hạ nhập Lan Nhã giảng học, Xuân Thu quy gia dưỡng phụ mẫu, cố tăng gia tự xỉ xưng Hạ Lạp, bất xưng niên (凡出家二眾、冬夏入蘭若講學、春秋歸家養父母、故僧家序齒稱夏臘、不稱年,
Dịch nghĩa: Phàm hai chúng xuất gia, mùa Đông và Hạ thì vào chùa tu học, đến mùa Xuân và Thu thì về nhà phụng dưỡng cha mẹ; nên tuổi tác của tăng sĩ được gọi là hạ lạp, không gọi là năm tuổi đời."
Theo Phật Giáo Nam Tông tức là Phật giáo Thượng tọa bộ (Theravada), chư tăng làm lễ nhập Hạ ngày 16 tháng 6 âm lịch. Nhập Hạ có 2 cách:
1. Nhập Hạ kỳ trước, gọi là Tiền-An-Cư, là nhập Hạ kể từ ngày 16 tháng 6 đến ngày Rằm tháng 9 âm lịch.
2. Nhập hạ kỳ sau gọi là Hậu An-Cư, là nhập hạ kể từ ngày 16 tháng 7 đến ngày Rằm tháng 10 âm lịch.

Trong thời gian 3 tháng an cư kiết hạ, chư Tăng cũng vẫn đi trì-bình khất thực như thường lệ, để duy trì đủ thực phẩm và lối sống của chư tăng hằng ngày.